# El-Hobagi
El-Hobagi est un site archéologique situé au Soudan, à environ 65 kilomètres au nord-ouest de Méroé sur la rive ouest du Nil, près de la sixième cataracte. 

## Fouille et découverte du site
Le site, daté du IVe siècle, est situé près d'un cimetière post-royaume de Koush. Les monticules funéraires fouillés par une équipe française ont révélé l'absence de riches offrandes, contenant plutôt des armes telles que des épées, des lances, des haches, des flèches et des arcs. Les défunts étaient allongés sur un lit et entourés de nombreux récipients. On a également découvert un bol en bronze contenant l'une des dernières inscriptions méroïtiques connues ; il est décoré de scènes agricoles et du mot Qore (« roi »).
Cela suggère que des rois locaux étaient enterrés ici à la suite du royaume méroïtique. Certaines découvertes suggèrent que la cour du roi a été déplacée dans la région d'el-Hobagi au IVe siècle ap. J.-C., bien qu'aucun village de cette époque n'ait été trouvé ici. On estime que le tumulus III à El Hobagi remonte au début de la période post-méroïtique, à la fin du IVe siècle.